# Кардиналы-выборщики на Конклаве 1721 года
| Страна                              | Количество выборщиков |
| ----------------------------------- | --------------------- |
| Итальянские государства             | 50                    |
| Священная Римская империя и Франция | 6                     |
| Испания                             | 4                     |
| Португалия                          | 2                     |

Следующие кардиналы-выборщики участвовали в Папском Конклаве 1721 года. Список кардиналов-выборщиков приводятся по географическим регионам и в алфавитном порядке.
Пятьдесят шесть из шестидесяти восьми кардиналов приняли участие в окончательном голосовании. Кардинал Михаэль Фридрих фон Альтан, епископ Ваца, представитель Венгерского королевства, наложил вето императора Карла VI против избрания кардинала Фабрицио Паолуччи. Испанский король наложил вето на избрание кардинала Франческо Пиньятелли старшего, Theat., архиепископа Неаполя и кардинала-епископа Сабины. Кардинал Микеланджело Конти был единогласно избран Папой и принял имя Иннокентий XIII. Он сменил Папу Климента XI, который скончался 19 марта 1721 года.
В Священной Коллегии кардиналов присутствовали следующие кардиналы-выборщики, назначенные:
- 2 — папой Климентом X;
- 1 — папой Иннокентием XI;
- 5 — папой Александром VIII;
- 6 — папой Иннокентием XII;
- 54 — папой Климентом XI.

## Римская Курия
1. Франческо Аквавива д’Арагона, кардинал-священник с титулярной церковью Санта-Чечилия;
2. Аннибале Альбани, камерленго, архипресвитер патриаршей Ватиканской базилики, префект Священной Конгрегации фабрики святого Петра;
3. Лоренцо Альтьери, кардинал-дьякон с титулярной диаконией Сант-Агата-ин-Субурра;
4. Франческо Барберини младший, кардинал-епископ Палестрины;
5. Корнелио Бентивольо, апостольский легат в Романьи;
6. Джиберто Бартоломео Борромео, кардинал-священник с титулярной церковью Сант-Алессио ;
7. Джузеппе Валлемани, кардинал-священник с титулярной церковью Санта-Мария-дельи-Анджели;
8. Филиппо Антонио Гуалтерио, кардинал-священник с титулярной церковью Сан-Кризогоно;
9. Франческо дель Джудиче, кардинал-епископ Фраскати, префект Священной Конгрегации церковного иммунитета, секретарь Верховной Священной Конгрегации Римской и Вселенской Инквизиции;
10. Антонио Феличе Дзондадари, кардинал-священник с титулярной церковью Санта-Бальбина ;
11. Джузеппе Ренато Империали, префект Священной Конгрегации хорошего управления;
12. Карло Колонна, кардинал-дьякон с титулярной диаконией Сант-Анджело-ин-Пескерия;
13. Микеланджело Конти, префект Священной Конгрегации границ Церковного государства (был избран папой римским и выбрал имя Иннокентий XIII);
14. Пьер Марчеллино Коррадини, апостольский про-датарий;
15. Лоренцо Корсини, кардинал-священник с титулярной церковью Сан-Пьетро-ин-Винколи;
16. Галеаццо Марескотти, кардинал-протопресвитер (не участвовал в Конклаве);
17. Карло Мария Марини, кардинал-дьякон с титулярной диаконией Санта-Мария-ин-Аквиро (не участвовал в Конклаве);
18. Фабио Оливьери, секретарь апостольских бреве;
19. Курцио Ориго, префект Священной Конгрегации Тридентского Собора;
20. Винченцо Мария Орсини, O.P., кардинал-епископ Порто и Санта Руфина, вице-декан Коллегии кардиналов;
21. Пьетро Оттобони, вице-канцлер Святой Римской Церкви, архипресвитер патриаршей Либерийской базилики;
22. Бенедетто Памфили, O.S.Io.Hieros, кардинал-протодьякон, библиотекарь Святой Римской Церкви, архипресвитер патриаршей Латеранской базилики;
23. Фабрицио Паолуччи, кардинал-епископ Альбано, государственный секретарь Святого Престола, про-префект Священной Конгрегации обрядов, великий пенитенциарий;
24. Джандоменико Параччани, префект Священной Конгрегации по делам епископов и монашествующих, генеральный викарий Рима[1]
25. Джамбаттиста Патрици, апостольский легат в Ферраре;
26. Лодовико Пико делла Мирандола, префект Священной Конгрегации исправления книг Восточной Церкви, префект Священной Конгрегации индульгенций и священных реликвий, епископ Сенигаллии;
27. Франческо Пиньятелли старший, Theat., кардинал-епископ Сабины, архиепископ Неаполя;
28. Джузеппе Сакрипанте, префект Священной Конгрегации Пропаганды Веры;
29. Джованни Баттиста Салерни, S.J., кардинал-священник с титулярной церковью Санта-Приска[1];
30. Бернардино Скотти, префект Верховного Трибунала Апостольской Сигнатуры Справедливости;
31. Джорджо Спинола, кардинал-священник с титулярной церковью Сант-Аньезе-фуори-ле-Мура;
32. Никола Гаэтано Спинола, кардинал-священник с титулярной церковью Сан-Систо;
33. Себастьяно Антонио Танара, кардинал-епископ Остии и Веллетри, декан Коллегии кардиналов;
34. Джованни Баттиста Толомеи, S.J., камерленго Священной Коллегии кардиналов;
35. Карло Агостино Фаброни, префект Священной Конгрегации Индекса.

## Европа

### Итальянские государства
1. Джованни Франческо Барбариго, епископ Брешии;
2. Джакомо Бонкомпаньи, архиепископ Болоньи;
3. Джованни Баттиста Бусси, архиепископ-епископ Анконы и Нуманы;
4. Улиссе Джузеппе Гоццадини, епископ-архиепископ Имолы;
5. Джанантонио Давиа, архиепископ-епископ Римини;
6. Иннико Караччоло младший, епископ Аверсы;
7. Никколо Караччоло, архиепископ Капуи (не участвовал в Конклаве);
8. Джорджо Корнаро, архиепископ Падуи;
9. Агостино Кузани, архиепископ-епископ Павии;
10. Луиджи Приули, епископ Бергамо;
11. Джулио Пьяцца, архиепископ-епископ Фаэнцы;
12. Томмазо Руффо, архиепископ Феррары;
13. Орацио Филиппо Спада, архиепископ-епископ Озимо;
14. Лоренцо Фиески, архиепископ Генуи (не участвовал в Конклаве);
15. Бенедетто Эрба-Одескальки, архиепископ Милана.

### Франция
1. Франсуа де Майи, архиепископ Реймса (не участвовал в Конклаве);
2. Луи-Антуан де Ноай, архиепископ Парижа (не участвовал в Конклаве);
3. Мельхиор де Полиньяк, архиепископ Оша (не участвовал в Конклаве);
4. Леон Потье де Жевр, архиепископ Буржа (не участвовал в Конклаве);
5. Арман Гастон Максимильен де Роган, епископ Страсбурга, Эльзас;
6. Анри-Понс де Тиар де Бисси, епископ Мо.

### Священная Римская империя
1. Михаэль Фридрих фон Альтан, епископ Ваца (не участвовал в Конклаве);
2. Кристиан Август Саксен-Цейцский, епископ Дьёра (не участвовал в Конклаве);
3. Имре Чаки, архиепископ Калочи и Бача (не участвовал в Конклаве);
4. Дамиан Хуго Филипп фон Шёнборн-Буххайм, князь-епископ Шпайера[2];
5. Вольфганг Ганнибал фон Шраттенбах, епископ Оломоуца (не участвовал в Конклаве);
6. Тома Филипп Вальра д’Энен-Льетар д’Эльзас-Буссю де Шиме, архиепископ Мехелена[2].

### Испания
1. Джулио Альберони, епископ Малаги, премьер-министр Испании;
2. Карлос Борха Сентельяс-и-Понсе де Леон, патриарх Западной Индии (не участвовал в Конклаве);
3. Луис Антонио де Бельюга-и-Монкада, Orat., епископ Картахена (не участвовал в Конклаве);
4. Альваро Сьенфуэгос Вилласон, S.J., епископ Катании.

### Португалия
1. Нуно да Кунья-э-Атайде, великий инквизитор Португалии[3];
2. Жозе Перейра де Ласерда, епископ Фару[3].